# سنت-اولیو
سنت-اولیو (به فرانسوی: Sainte-Olive) یک کمون در فرانسه است که در canton of Saint-Trivier-sur-Moignans واقع شده‌است.

## خصوصیات
سنت-اولیو ۷٫۳۹ کیلومترمربع مساحت و ۳۱۰ نفر جمعیت دارد و ۳۰۲ متر بالاتر از سطح دریا واقع شده‌است.